# کلادیو سیبورا
کلادیو سیبورا (۱۹۵۱–۱۳ فوریه ۲۰۰۵) نظریه‌پرداز سازمانی ایتالیایی، و استاد سیستم‌های اطلاعاتی و صاحب کرسی پی دبلیو سی در مدیریت مخاطره درمدرسه اقتصاد لندن بود. قبل از مدرسه اقتصاد لندن، او استاد مؤسسه مدیریت بین‌المللی تزئوس بود.

## کارها
سیبورا متفکری اصیل در حوزه مطالعاتی خود بود: مطالعه اجتماعی سیستم‌های اطلاعاتی. مشارکت او در ردیف نام‌های برتر در این زمینه و زمینه‌های مرتبط مانند شوشانا زوبوف، واندا اورلیکاسکی، استیو بارلی، لین مارکوس، لوکاس اینترونا، جانیس کالینیکوس، جف والشام، راب کلینگ، دانیل روبی، کریسانتیا آگورو و ریچارد بولند رتبه‌بندی می‌شود. او همکاری گسترده‌ای داشت، از جمله با دانشمندانی مانند اوله هانسث (دانشگاه اسلو) و جیوان فرانچسکو لانزارا (دانشگاه بولونیا).
سیبورا به حوزه‌های مطالعاتی زیر کمک کرد:
- رابطه فناوری و سازمانها
- نظریه هزینه معامله و سیستم‌های اطلاعاتی
- یادگیری سازمانی، بریکولاژ و بدیه سرایی
- زیرساخت‌های سیستم‌های اطلاعاتی

### بدیهه سرایی
سیبورا با ارجاع به وضعیت وجودی کنشگر("احساسات روحی، عواطف و سازگاری اساسی با موقعیت") از توصیف معمولی بداهه سرایی به عنوان عمل مناسبتی، عملگرا و اقتضایی فراتر می‌رود. او با اجتناب از تصور کنشگر به عنوان یک "روبات" سازگار با شرایط متغیر، جنبه‌های انسانی شخصی را که مواجه ما با جهان را شکل می‌دهد، دوباره معرفی می‌کند و نشان می‌دهد که چگونه تأثیرپذیری‌های ما موقعیت موجود را مشخص می‌کند و به این ترتیب کنش را شکل می‌دهد.

### بریکولاژ
همان‌طور که سیبورا توضیح داد، بریکولاژ را می‌توان به عنوان مرتب‌سازی مجدد مداوم افراد و منابع، «آزمودن» مداوم و آزمایش که مشخصه اصلی تغییرات سازمانی است، در نظر گرفت. اما بریکولاژ یک آزمایش تصادفی نیست: سیبورا تأکید می‌کند که این یک آزمایش مبتنی بر نفوذ به جهان است «طبق شرایط تعریف شده».

### مهمان نوازی (xenia)
مهمان نوازی تلاش کلودیو برای ارائه یک تصور جایگزین از چگونگی پیاده‌سازی فناوری اطلاعات و سیستم‌های اطلاعاتی است. او توضیحات علمی پیاده‌سازی سیستم‌های اطلاعاتی (برنامه‌ریزی، طراحی، اهداف، شاخص‌ها، روش‌ها، رویه‌ها) را رد می‌کند و در عوض فناوری را بیگانه ای می‌داند که به صورت نمونه فرهنگ و توانش‌های بیگانه آن مجسم می‌شود. پیاده‌سازی موفقیت‌آمیز زمانی حاصل می‌شود که سازمان «میزبان» (یعنی سازمانی که فناوری را پیاده‌سازی‌می‌کند) بتواند مودبانه رفتار کرده و فرهنگ بیگانه را در جایی که مزایایی مانند شیوه‌های جدید کار ارائه می‌دهد، جذب کرده و بکار گرفته یا جذب کند. سیبورا همچنین هشدار می‌دهد که میزبان باید مراقب باشد زیرا مهمان می‌تواند به سرعت خصمانه شود.

### بحران
سیبورا ادعا می‌کند که بیشتر دنیای سیستم‌های اطلاعاتی و فناوری اطلاعات (به ویژه مدیریت راهبردی، بازاریابی، دانشگاهی و سازمانهای آموزشی آنها) در بحران هستند. او می‌گوید که این امر به این دلیل است که سیستم‌های اطلاعاتی و فناوری اطلاعات به عنوان رشته‌های علمی تلقی می‌شوند در حالی که آنها در واقع رشته‌های اجتماعی هستند و از این رو تفکر در مورد آنها بر اساس یک الگوی نامناسب است که ما می‌توانیم آن را «تحصل‌گرایی» بنامیم (اگرچه سیبورا از این اصطلاح استفاده نمی‌کند).

### بافتار شکل دهنده
سیبورا از کار روبرتو اونگر استفاده کرد و نشان داد که چگونه سیستم اطلاعاتی می‌تواند تجسم یابد و بنابراین به عنوان بافتار سازنده به کار گرفته شود.
- رانش
- مراقبت
- سازمان سکو

### گشتل
سیبورا زیرساخت سیستم اطلاعات را با استفاده از مفهوم هایدگری گشتل تجزیه و تحلیل می‌کند.